# 주진형
주진형(朱鎭亨, 1959년 1월 15일~)은 대한민국의 금융인 출신 정치인이다. 과거 한화투자증권 대표이사로 근무하였다.
1959년 1월 15일 출생. 아버지는 동국대학교 농업경제학 교수를 역임한 주종환이다. 주종환은 농업 경제에 관심을 두고 '토지공개념'을 공론의 장으로 이끌어 왔다고 평가를 받았다. 형은 상명대학교 역사콘텐츠학과 교수인 주진오이다.
한화투자증권의 현 임직원 수는 약 1,000명으로 대표이사 취임초기 한화증권의 임직원 중 450명 해임하여 이 구조조정에 관한 비판적 평가를 받았다. 임기 동안 개혁적 행보를 보이면서 '증권업계의 돈키호테'라는 별칭을 얻었다. 2016년 2월 17일 더불어민주당의 총선정책공약단 부단장으로 활동했다.
2017년 1월 5일부터 더불어민주당 소속 국회의원 손혜원과 함께 '페이스북 라이브' 〈'경제, 알아야 바꾼다'〉를 시작했다.
더불어민주당 소속이면서도 문재인 대통령의 최저임금 1만원 정책을 비판하는 글을 자신의 페이스북에 올렸다.

## 학력
- 고려대학교 사범대학 부속고등학교
- 서울대학교 경제학 학사
- 존스홉킨스 대학교 대학원 경제학 석사, 박사 과정 수료

## 경력
- 세계은행 컨설턴트
- 삼성전자 차장
- 삼성생명 전략기획실 차장
- A.T. Kearney 이사
- 삼성증권 전략기획실 상무
- 삼성증권 마케팅담당 상무
- 우리금융 지주회사 전략기획 및 감사담당 상무
- 우리투자증권 리테일 사업본부 전무
- 우리투자증권 리테일 사업본부장
- J&C컴퍼니 대표
- 한화투자증권 대표이사
- 더불어민주당 총선정책공약단 부단장
- 더불어민주당 국민경제상황실 부실장
- 열린민주당 비상대책위원
- 열린민주당 정책위원회 의장(2020. 9. 3.~2022. 1. 14.)
- 열린민주당 당무위원
- 열린민주당 최고위원
- 열린정책연구원장
- 대통령 직속 북방경제협력위원회 위원
- 더불어민주당 복당

## 저서
- 《경제, 알아야 바꾼다》. 메디치미디어. 2017년. ISBN 9791157060849

## 역대 선거 결과
| 실시년도 | 선거  | 대수 | 직책     | 선거구   | 정당       | 득표수      | 득표율         | 순위         | 당락 | 비고      |
| -------- | ----- | ---- | -------- | -------- | ---------- | ----------- | -------------- | ------------ | ---- | --------- |
| 2020년   | 총선  | 21대 | 국회의원 | 비례대표 | 열린민주당 | 1,512,763표 | \| \| 5.42% \| | 비례대표 6번 | 낙선 | 승계 불능 |
|          | 5.42% |      |          |          |            |             |                |              |      |           |